# 第一屋製パン
第一屋製パン株式会社（だいいちやせいパン）は、東京都小平市に本社を置く製パン会社。一般には商標の「第一パン（ロゴ上では『㐧一パン』）」で知られる。
企業理念は「おいしさにまごころこめて」。
「誠実、奉仕、努力」の社是と７つの行動基準に加え、2024年12月5日付けで新たに「従業員への還元」と「取引先への配慮」からなるマルチステークホルダー方針を公表している。

## 概要
製パン業界では山崎製パン、フジパン、敷島製パンに次ぎ、2022年-2023年度の売上高は第4位である。
ただし、2023年度売上首位である山崎製パンの売上高が1兆1,755億62百万円、3位の敷島製パンの売上高が1,617億4百万円なのに対し、第一屋製パンの売上高は264億42百万円と、上位三社とは大きな差がある。豊田通商グループ会社。
主力商圏は競争の激しい関東・中部と関西が中心であるが、北は北関東・新潟県から西は中国・四国地方まで商圏がある。沖縄県那覇市にも「第一パン｣は存在するが、こちらの「第一パン」の正式名称は「株式会社第一パン」であり、関連性は特にない。
連結売上高に占める比率は2017年（平成29年）現在、パン部門（菓子パン含む）75.5%、和菓子部門13.6%、その他部門10.9%。かつては米飯事業にも手を出していたが、現在は撤退している。なお、2023年（令和5年）の販売実績は、パン部門73.9%（菓子パン59.7%、食パン14.3%）、和洋菓子部門16.7%、その他部門8.7%、不動産事業0.6%となっている。
子会社は主にクッキーなどを生産するスリースター製菓、もともとは第一屋製パンの物流・ルート配送部門であったファースト・ロジスティックスなどがある。2007年（平成19年）までは米飯・調理パン部門であるフレッシュハウスという子会社が存在していたが、当部門の業績悪化のためにカネ美食品などに譲渡・撤退しており、現存しない。冷蔵生地を供給していた子会社のベーカリープチは、後述の横浜工場閉鎖に伴い2022年12月に事業活動を停止している。
創業者・細貝義雄の息子の細貝理栄が2014年(平成26年)1月1日に会長となって以降、代表取締役社長や取締役は大株主の豊田通商より招聘していたが、2019年(平成32年/令和元年)1月1日より細貝理栄の息子の細貝正統が代表取締役社長である。2023年1月1日付で細貝理栄は会長の座を退いて名誉会長になり、同年3月30日には任期満了で取締役を退任している。
1996年（平成8年）12月期を最後に無配が続いており、2021年(令和3年)からは株主優待制度も廃止されていたが、2025年(令和7年)8月14日、株主優待制度の再導入を発表した。

### 創業～昭和
1947年(昭和22年)6月、京浜電気鉄道（現在の京浜急行電鉄）雑色駅前の大田区仲六郷にて「第一屋菓子店」創業。新潟県六日市村(現在の新潟県長岡市六日市町）出身の創業者・細貝義雄は、尋常小学校卒業後の1928年(昭和3年)からパン職人としてのキャリアを積んでいたが、当時は配給制度下で自由にパンを製造できる環境になかったこともあり、創業時の「第一屋」はアイスキャンデー店であった。同年9月食糧営団のパン代位販売店となる。
1948年(昭和23年)よりパンの委託加工販売を開始し、同年8月合資会社第一屋設立。1949年(昭和24年)には東京都指定パン工場となり、配給パンの製造を開始している。食糧配給公団が解散し、パン販売が自由化された1952年(昭和27年)には新工場に中種法（ファシー法）を導入するなど、当時最先端の製パン技術が用いられていた。
パン食の普及とともに、積極的に大規模工場の増設や国内外で同業他社の買収を行う一方、1955年（昭和30年）の株式会社化の後も資本金を継続的に増強し、東証、大証へ上場。
業績とともに会社規模を拡大し続け、1966年(昭和41年)には細貝社長が社団法人日本パン工業会の副会長に就任するなど、製パン業大手にまで成長した第一屋製パンであったが、昭和40年代に入り、食品流通・小売の主流が従来の小規模小売店から大手スーパー中心へと大きく様変わりしたことにうまく対応できなかったことに加え、国内パン市場も飽和したかのごとき状況になったところに第二次石油危機が起こり、以後長く続く構造不況型のジリ貧に陥ることになる。
昭和50年代、同じく原価高騰を受け、値上げした山崎製パンとは当時ほぼ同じシェアで並ぶこともあったが、その後、山崎製パンは価格高騰を吸収して利益を出しており、両社の明暗を表している。
1971年(昭和46年)にはアメリカ・マクドナルド社、藤田商店とともに日本マクドナルドの設立時の出資者になり、日本マクドナルドの使用するバンズを100%提供するなど先見的な取組を行っていたが、日本マクドナルド社から工場のバンズ専用化（工場建屋の分離）を要求されたことをきっかけとして、1973年(昭和48年)には日本マクドナルド社の持株全部を藤田商店に売却し、関係を絶っている。

### 平成
創業以来独立を貫いていたが、2009年（平成21年）12月22日、豊田通商を引受先とする第三者割当増資の新株発行を行うことを発表。翌年から豊田通商の持分法適用会社となった。
第60期（2001年(平成13年)1月 - 12月31日）から継続して営業損失を計上するなど、業績は長期間続けて赤字で低迷しており、2007年（平成19年）には米飯・調理パン部門から撤退。
その上で2009年度までに営業所を全て閉鎖し、閉鎖した営業所が担当している配送エリアについては他社との共同配送で対応し、物流コストを削減する予定であった（実際に静岡営業所を2007年（平成19年）3月に閉鎖して同業他社との共同配送を開始している。）。
2008年（平成20年）6月末現在で単体ベースで従業員数が994人と、一般に「大企業」と呼ばれる従業員数の1000人を割り込み、かなりの規模を縮小している。同年ハワイにある子会社「第一屋ラブスベーカリー・インコーポレイテッド」を現地法人に譲渡。これにより事業は海外から撤退し、国内のみとなる。
2009年（平成21年）1月1日付で仙台工場を白石食品工業に売却し、東北地方での製造と販売から撤退した（ただし、ポケモンパンについては、第一パンからの委託製造〈エリアフランチャイズ〉を受ける形で引き続き製造している。このため、第一パンが実施しているポケモンパンのデコキャラシール封入やプレゼントキャンペーンへの応募なども行われている。）。同年6月、賃借料の削減のため、本社を小平工場の敷地内に移転した。
2010年（平成22年）1月27日、豊田通商の持分法適用会社となる。豊田通商及び豊田自動織機の指導の下、生産方式として採用されたDPS（Daiichi-pan Production System。TPS（トヨタ生産方式）を置き換えたもの)など生産現場のカイゼンの効果もあって、72期(2013年)に黒字化してから76期(2017年)までは連続して営業利益を出していた。
しかし、77期(2018年)以降は一転して81期(2022年)まで赤字が続き、80期（2021年)からは継続企業の前提に関する注記が決算短信に記載されるに至った。

### 令和
2019年(平成31年/令和元年)1月1日、常務取締役であった細貝正統が代表取締役社長に就任する。創業家出身社長は5年ぶりとなる。
2020年(令和2年)12月31日、1985年(昭和60年)以来代表取締役であった細貝理栄（2014年からは代表取締役会長）は代表取締役の地位のみを辞任し、翌2021年(令和3年)1月1日に、代表権を有しない取締役会長に就任した。これにより2021年1月1日以降、会社の代表権を有する取締役は細貝正統代表取締役社長のみとなる。
同日、豊田通商から出向した小山一郎が取締役副社長に就任（小山一郎は2025年4月1日付で豊通食料株式会社代表取締役社長に異動した。）。「新しい価値、新しい第一パンを創る」を全社基本方針として掲げ、課題であった営業、マーケティング及び商品開発部門の強化に社長、副社長直轄で取り組むことになった。
2022年（令和4年）12月31日、生産拠点集約に伴い横浜工場を閉鎖。横浜工場閉鎖に伴い、同地に所在していた子会社のベーカリープチも事業活動を停止している。横浜工場跡地は工場建屋解体後ヤマダデンキに事業用定期借地の形で賃貸しており、ヤマダデンキTecc LIFE SELECT横浜本店（鉄骨造4階建て、敷地面積13,754㎡、延床面積29,843㎡。2025年6月6日開業)となっている。
横浜工場閉鎖による生産拠点集約化、配送コースの再編、遠方エリアにおける共同配送の推進による配送費の抑制・効率化を進める一方、低採算製品の販売抑制、高採算製品の販売促進等により、売上原価・販管費の大幅な削減を達成したことで、82期(2023年)になってようやく黒字化に成功。後述の賃貸用不動産売却による財務改善効果もあって、2023年12月期決算短信では継続企業の前提に関する注記がなくなっている。
2023年（令和5年）1月1日、神奈川県横浜市都筑区に横浜営業所を開設。同日、細貝理栄取締役会長が取締役名誉会長になるとともに、これまでの4本部制（生産本部、営業本部、商品本部及びコーポレート本部）を廃止し、細貝正統代表取締役社長及び小山一郎取締役副社長直下に各部門が位置する文鎮型に組織変更した。同年3月30日、細貝理栄名誉会長は任期満了により取締役を退任している。
2024年（令和6年）5月31日、所有していた賃貸用不動産（松戸市松飛台)を売却。この売却収入により有利子負債をすべて返済している。
なお、2024年2月7日付けでメインバンクであるみずほ銀行との間で借入極度額15億円のコミットメントライン契約を締結している。
2024年12月5日、「従業員への還元」と「取引先への配慮」の2項目からなるマルチステークホルダー方針を公表した。
2025年(令和7年)8月14日、2021年(令和3年)以降廃止されていた株主優待制度の再導入を発表した。

### キャラクター商品と他社コラボ商品
製パン会社の中ではキャラクター商品の先駆者であり、これまでにポケモン、スーパー戦隊シリーズ、プリキュアシリーズなど数多く手がけている。
1998年（平成10年）6月に発売したポケモンパンシリーズはロングラン・ヒット商品で、看板商品となっている。当初は山崎製パンが手がける予定だったが、1997年（平成9年）12月にテレビ東京系列6局にてポケモンのアニメの放映中にてんかん事故（ポケモンショック）が起き、それを理由に山崎製パンが撤退したことにより、手がけることになった。
2025年2月現在のキャラクターパンのラインナップは、ポケモンパン各種と「キミとアイドルプリキュア♪」パンになっている。
他社とのコラボ商品が多いのも特徴であり、2024年のコラボ商品だけでも、ホクト、ダイドードリンコ、100時間カレー、創味シャンタン、わさビーフ、甘熟王バナナ、ゴーゴーカレー、パステル、ペヤングソースやきそば、よこすか海軍カレー、ラ・ベットラ落合シェフ、ハートブレッドアンティーク、カレー激戦区神田神保町の名店エチオピア、森のたまご、ラッキーマヨネーズ、かねふく明太子と多岐にわたっている。

## 年表
- 1947年（昭和22年） - 創業者・細貝義雄が東京都大田区東六郷に第一屋菓子店開業。創業当時は主にアイスキャンディーを製造・販売。
- 1948年（昭和23年） - 合資会社第一屋設立。
- 1955年（昭和30年） - 第一屋製パン株式会社設立。
- 1957年（昭和32年） - 第一屋製パン労働組合が発足。
- 1958年（昭和33年） - 長期のアメリカ、ヨーロッパ視察。アメリカでは連続製パンプロセス[63]に強い関心をもつ一方、フランスパンそのものはともかくフランスの製造設備には見るべきものが少なく、むしろドイツのパンとケーキに見るべきものがあったという[64]。
- 1959年（昭和34年） - 初めてテレビCMを放映。
- 1962年（昭和37年） - 東証二部に上場。新横浜製パン工場建設に際し、アメリカ式の連続製パンプロセス導入を断念する。ヨウ素酸カリウムの添加が必須であったにもかかわらず、我が国では許可されていないことが理由だという[65][66]。
- 1970年（昭和45年） - 東証一部に指定替え。
- 1972年（昭和47年） - 日本タンパク工業（のちのフレッシュハウス）を日商岩井より買収。
- 1974年（昭和49年） - 小平工場完成。三鷹工場閉鎖。子会社スリースター製菓株式会社設立。資本金9900万円。
- 1977年（昭和52年） - 金町食パン工場完成。
- 1980年（昭和55年） - 仙台工場完成。
- 1981年（昭和56年） - 米・ハワイの「ラブスベーカリー」を552万ドルで買収。「第一屋・ラブスベーカリー」（のちの「第一屋ラブスベーカリー・インコーポレイテッド」）設立。
- 1985年（昭和60年） - 細貝理栄が2代目社長に就任。創業者の細貝義雄は会長に就任。
- 1990年（平成2年） - 日本タンパク工業で調理パン製造開始。バラエティストア（現：アウトレット・イフ）本社店開店。
- 1996年（平成8年） - 従業員100人希望退職。この年より業績低迷。
- 1998年（平成10年） - ポケモンパン発売開始。
- 1999年（平成11年） - 工場直営店の「バラエティストア」を「アウトレット・イフ」に変更。
- 2000年（平成12年） - 本社を大田区南蒲田に移転。本社工場は閉鎖。
- 2007年（平成19年） - 米飯事業撤退のため、大阪工場、松戸工場閉鎖。子会社の株式会社フレッシュハウスを閉鎖。
- 2009年（平成21年） - 仙台工場を白石食品工業に譲渡。東北地方から撤退。本社を小平工場の敷地内に移転。
- 2010年（平成22年） - 豊田通商に対して第三者割当増資を実施、豊田通商の持分法適用会社となる。
- 2014年（平成26年) - 豊田通商より招聘した門脇宜人が代表取締役社長に就任。細貝理栄は代表取締役会長に就任(以後2022年末まで代表取締役会長）。
- 2016年（平成28年） - 豊田通商から派遣された前川智範（マッキンゼー出身[67]）が代表取締役社長に就任。
- 2019年（平成32年/令和元年） - 1月1日　細貝正統が代表取締役社長に就任。
- 2020年(令和2年) - 12月31日　細貝理栄は代表取締役の地位のみを辞任。
- 2021年(令和3年) - 1月1日　細貝理栄は代表権を有しない取締役会長に就任。同日、小山一郎が取締役副社長に就任している[43]。
- 2022年（令和4年） - 4月　東京証券取引所の市場区分の見直しにより市場第一部からスタンダード市場へ移行。12月31日　生産拠点の集約に伴い、横浜工場閉鎖。
- 2023年（令和5年） - 1月1日　横浜市都筑区に横浜営業所開設。同日、細貝理栄代表取締役会長は取締役名誉会長になる。3月30日　細貝理栄名誉会長は任期満了により取締役を退任。

## 歴代社長
- 細貝義雄：1955年 - 1985年
- 細貝理栄：1985年 - 2014年
- 門脇宜人：2014年 - 2015年
- 前川智範：2016年 - 2018年
- 細貝正統：2019年 -

## 事業所

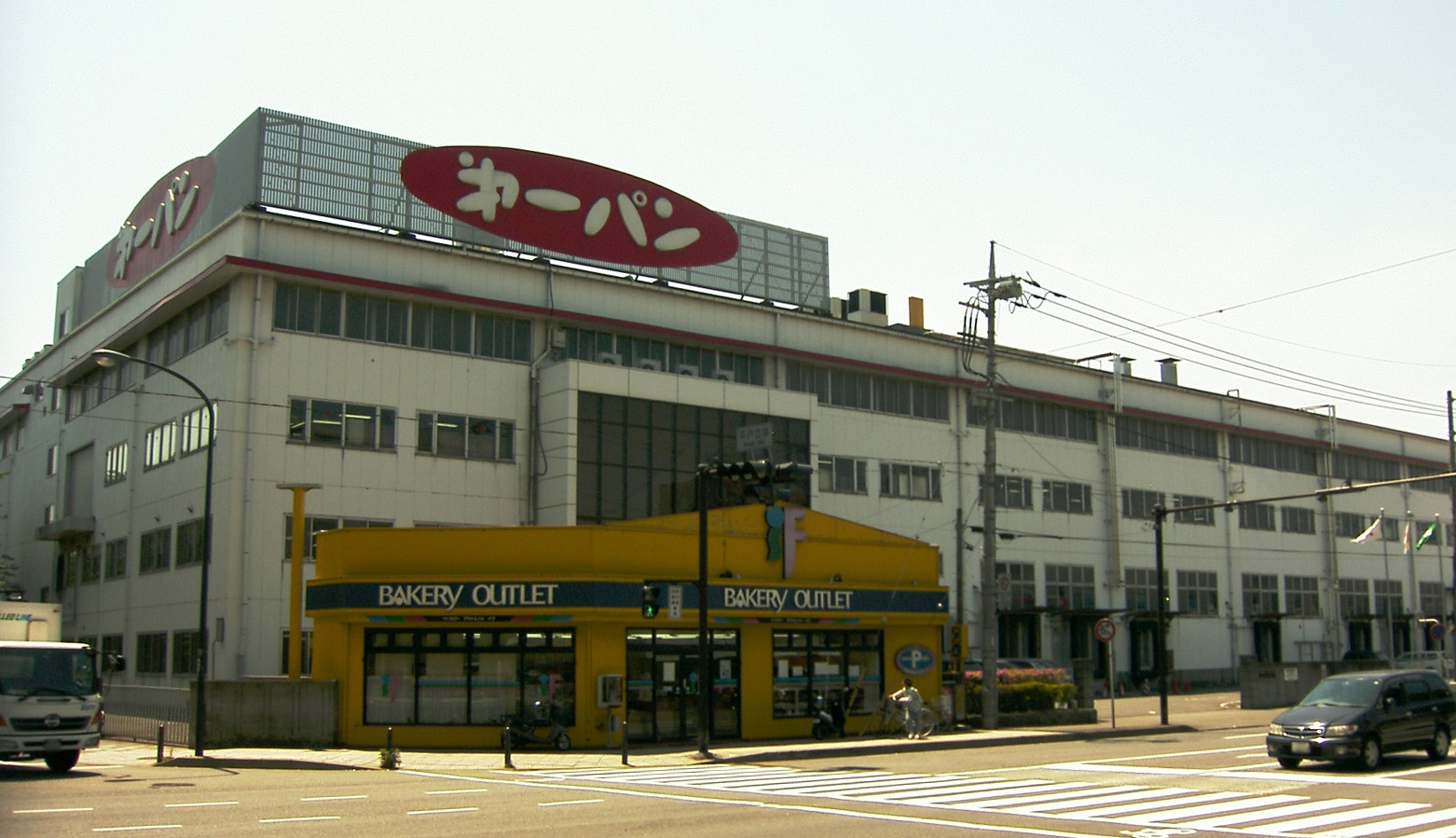
旧横浜工場とベーカリーアウトレット iF 横浜店

### 工場
- 小平工場（東京都小平市）製造所固有記号：KDI
- 高崎工場（群馬県高崎市）同上：TKS
- 金町工場（埼玉県三郷市）同上：KNM
- 大阪空港工場（大阪府池田市）同上：OSA

### 直売店
「ベーカリーアウトレット iF」という名称で展開。規格外品・形に難がある商品等を値引き販売。
- 金町店 - 金町工場敷地隣接
- 小平店 - 小平工場隣接
- 高崎店 - 高崎工場隣接
- 大阪空港店 - 大阪空港工場隣接

### 閉鎖された工場（子会社は除く）
- 横浜工場（神奈川県横浜市戸塚区） - 2022年12月末閉鎖。工場解体後、跡地をヤマダデンキに賃貸。
- 松戸工場（千葉県松戸市） - カネ美食品に譲渡。
- 大阪工場（大阪府八尾市） - 売却。
- 宇都宮工場（栃木県宇都宮市） - 宇都宮清原工業団地参照。
- 仙台工場（宮城県黒川郡大和町） - 白石食品工業に譲渡。
- 本社工場（東京都大田区） - 東京都に売却（現在は東京都立六郷工科高等学校）。

### 営業所
- 横浜営業所（神奈川県横浜市都筑区）
- 長野営業所（長野県千曲市）
- 名古屋営業所（愛知県一宮市）
- 岡山営業所（岡山県倉敷市）
- 新潟営業所（新潟県新潟市南区）

### かつて存在していた営業所
- 静岡営業所（静岡県静岡市葵区） - 2007年3月閉鎖
- 宇都宮営業所（栃木県宇都宮市）
- 郡山営業所（福島県郡山市）
- 山形営業所（山形県天童市）
- 盛岡営業所（岩手県紫波郡矢巾町）

## 主な商品

### 食パン
- モーニングシェフ
- モーニングセレクション
- ホテルの朝
- 発芽玄米食パン - ファンケル発芽玄米を使用

### 菓子パン
- アップルリング
- アップルリングミニ
- マロンリング
- 手包みシリーズ（メロンパン・クリームパン・ジャムパン・北海道あんぱん・こしあんぱん・栗あんぱん）
- ホテルカレー
- 横浜あんぱん物語（小倉・こしなど）
- 一口包みソーセージ
- 白玉&小倉5個入
- アップル&カスター5個入

### 食卓ロール
- バターロール
- レーズンバターロール
- トーストするだけメープル風味

### キャラクター
- ポケモンパンシリーズ
  - （東北地方では同社仙台工場から引き継いだ白石食品工業が、九州地方ではリョーユーパンが、それぞれライセンス生産を行っている。）
- ドラえもん
- ハローキティ
- シナモロール
- 鉄腕アトム
- ウルトラマンコスモス
- ウルトラマンマックス
- どうぶつの森シリーズ
- クッキンアイドル アイ!マイ!まいん!
- スーパー戦隊シリーズ（『獣電戦隊キョウリュウジャー』から『宇宙戦隊キュウレンジャー』まで）（以前はクリスマスケーキ（キャラデコ）のみ販売されていた。）
- プリキュアシリーズ（『ドキドキ!プリキュア』以降）（同上）[注 3]
- プリパラ
- 名探偵コナン
- ミニオン
- モンスターストライク
- くまモン
- リラックマ
- もっと!まじめにふまじめ かいけつゾロリ

### それ以外のタイアップもの
- アントニオ猪木シリーズ
- ラモスシリーズ
- ラ・ベットラ
- TIM（お笑い芸人）
- カレーの王様タイアップシリーズ
- バーモントカレーパン・ジャワカレーパン（ハウス食品）
- トンちゃんシリーズ（ソントン食品工業のキャラクター）
- サクマのいちごミルクパン
- ダイドーブレンドコーヒーコラボパン
- カリーライス専門店 エチオピア監修シリーズ[68]

※同社は製パン業界のキャラクターシリーズの先駆者である。

### 過去に発売していた商品（現在は終了）
- パイナップルリング（アップルリングは2013年現在、発売中）
- クレープ蒸しケーキ
- トーストするだけごまいっぱい
- カスタードフランス・チョコフランス（2007年3月1日より、「復刻版」として発売されていたが、現在は販売していない。カスタードフランスは、「カスタード」ではなく、なぜか「カスター」フランスである。）

## その他
- 「デザインバーコード」を製パン業者ではじめて用いた。（サークルKサンクス　アスカルビーのジャムパン）
- テレビ番組では、「ウルトラマンコスモス」（TBSテレビ）や「ポケットモンスター」（テレビ東京系）など他の番組で、スポンサーとして放送されている[注 4]。
- 創業者の細貝義雄がやなせたかしと親交があったことから1976年に「アンパンマン」をマスコットキャラクターとして起用していた[69]。
- マクドナルドの日本進出当初、バンズの供給を一手に引き受けていたが、日本マクドナルド側が専用工場もしくは専用生産ラインの設置と専用流通網の構築を要求、それを第一パン側が拒否したため、1978年9月末をもって契約を解除した。それ以降はフジパン他数社が供給している。なお、第一パンはその後バンズの供給先をロッテリアに切り替えている。